# Släggkastning för herrar i friidrott vid olympiska sommarspelen 1976
Herrarnas släggkastning vid olympiska sommarspelen 1976 i Montréal avgjordes den 26–28 juli.

## Medaljörer
| Gren          | Guld                         | Guld    | Silver                             | Silver  | Brons                               | Brons   |
| Släggkastning | Jurij Sedych · Sovjetunionen | 77,52 m | Aleksej Spiridonov · Sovjetunionen | 76,08 m | Anatolij Bondartjuk · Sovjetunionen | 75,48 m |

## Resultat

### Kvalomgång
| Placering | Grupp | Namn                  | Nationalitet   | #1    | #2    | #3    | Resultat | Noteringar |
| --------- | ----- | --------------------- | -------------- | ----- | ----- | ----- | -------- | ---------- |
| 1         | A     | Karl-Hans Riehm       | Västtyskland   | 74,46 | –     | –     | 74,46    | Q          |
| 2         | A     | Jurij Sedych          | Sovjetunionen  | 71,46 | –     | –     | 71,46    | Q          |
| 3         | A     | Anatolij Bondartjuk   | Sovjetunionen  | 71,08 | –     | –     | 71,08    | Q          |
| 4         | A     | Manfred Seidel        | Östtyskland    | 70,84 | –     | –     | 70,84    | Q          |
| 5         | A     | Walter Schmidt        | Västtyskland   | 70,76 | –     | –     | 70,76    | Q          |
| 5         | B     | Chris Black           | Storbritannien | 70,76 | –     | –     | 70,76    | Q          |
| 7         | B     | Jacques Accambray     | Frankrike      | 70,72 | –     | –     | 70,72    | Q          |
| 8         | A     | Aleksej Spiridonov    | Sovjetunionen  | 70,64 | –     | –     | 70,64    | Q          |
| 8         | A     | Jochen Sachse         | Östtyskland    | X     | 70,64 | –     | 70,64    | Q          |
| 10        | A     | Peter Farmer          | Australien     | 67,50 | 68,94 | 69,92 | 69,92    | Q          |
| 11        | B     | Shigenobu Murofushi   | Japan          | 66,22 | 68,84 | 68,24 | 68,84    | q          |
| 12        | A     | Edwin Klein           | Västtyskland   | 68,68 | 68,36 | 68,72 | 68,72    | q          |
| 13        | B     | Giampaolo Urlando     | Italien        | X     | 66,18 | 68,54 | 68,54    |            |
| 14        | A     | Paul Dickenson        | Storbritannien | 67,52 | X     | 68,52 | 68,52    |            |
| 15        | B     | Larry Hart            | USA            | 67,74 | 65,74 | X     | 67,74    |            |
| 16        | B     | Murray Cheater        | Nya Zeeland    | 66,30 | 67,38 | X     | 67,38    |            |
| 17        | B     | Edoardo Podberschek   | Italien        | 66,56 | 66,28 | X     | 66,56    |            |
| 18        | B     | Peter Sternad         | Österrike      | 65,80 | 66,08 | 66,14 | 66,14    |            |
| 19        | B     | Murray Keating        | Kanada         | 65,00 | 65,28 | 65,68 | 65,68    |            |
| 20        | B     | Kleanthis Ierissiotis | Grekland       | 65,50 | X     | X     | 65,50    |            |

### Final
| Placering | Namn                | Nationalitet   | #1    | #2    | #3    | #4    | #5    | #6    | Resultat | Noteringar |
| --------- | ------------------- | -------------- | ----- | ----- | ----- | ----- | ----- | ----- | -------- | ---------- |
| 1         | Jurij Sedych        | Sovjetunionen  | 75,64 | 77,52 | X     | X     | 75,58 | 76,40 | 77,52    | OR         |
| 2         | Aleksej Spiridonov  | Sovjetunionen  | 75,74 | 73,94 | 75,28 | 75,60 | X     | 76,08 | 76,08    |            |
| 3         | Anatolij Bondartjuk | Sovjetunionen  | 75,48 | X     | 74,64 | 74,16 | X     | 75,46 | 75,48    |            |
| 4         | Karl-Hans Riehm     | Västtyskland   | 75,00 | 73,08 | X     | 75,46 | 75,42 | 74,62 | 75,46    |            |
| 5         | Walter Schmidt      | Västtyskland   | 72,58 | 74,72 | 74,36 | 73,52 | 74,72 | 72,42 | 74,72    |            |
| 6         | Jochen Sachse       | Östtyskland    | 71,90 | 72,84 | 72,80 | 73,14 | 74,30 | 73,70 | 74,30    |            |
| 7         | Chris Black         | Storbritannien | 70,56 | 72,38 | 73,18 | X     | 69,54 | X     | 73,18    |            |
| 8         | Edwin Klein         | Västtyskland   | 68,14 | 70,52 | 70,32 | 70,36 | 69,76 | 71,34 | 71,34    |            |
| 9         | Jacques Accambray   | Frankrike      | X     | 67,52 | 70,44 | i.u.  | i.u.  | i.u.  | 70,44    |            |
| 10        | Manfred Seidel      | Östtyskland    | 69,66 | X     | 70,02 | i.u.  | i.u.  | i.u.  | 70,02    |            |
| 11        | Shigenobu Murofushi | Japan          | X     | 68,62 | 68,88 | i.u.  | i.u.  | i.u.  | 68,88    |            |
| 12        | Peter Farmer        | Australien     | 67,98 | 67,92 | 68,00 | i.u.  | i.u.  | i.u.  | 68,00    |            |